# María Antonia Amuchástegui Vila
María Antonia Amuchástegui Vila (Tona), (Rosario, Argentina, diciembre de 1908), Ciudadana Ilustre (1995) y promotora de actividades culturales de la ciudad de Rosario.

## Breve reseña
Hija de Nicolás Raúl Amuchástegui Peñaloza  (8 de noviembre de 1880, Córdoba,  12 de diciembre de 1954, Lomas de Zamora), abogado y un actor relevante en la cultura rosarina de los años del Centenario. En 1982 donó bienes familiares al Museo de la Ciudad, entre ellos un daguerrotipo de alrededor de 1860 que retrata a la familia del brigadier Benjamín Virasoro con nodriza de leche.
Trabajó como maestra primaria y profesora de letras hasta su jubilación. En su juventud fue cantante lírica.
Desde 1953 participó en la dirección de Amigos del Arte, de la que fue presidenta durante largos años, promotora de la realización de un salón anual para artistas plásticos, cuyas obras ganadoras pasaban a integrar el patrimonio de la entidad. También promovió a creadores locales tales como Jorge Riestra, Angélica Gorodischer, Ada Donato o Alberto Laguna y de la música lírica y clásica.
Se desempeñó como directora de Cultura de la Municipalidad, en cuatro ocasiones.
Por su labor recibió una medalla de oro y diploma otorgado por la Fundación “Astengo”, medalla de oro de la Asociación Cultural El Círculo y un premio de la Asociación “Emilia Bertolé”.

## Amigos del Arte Rosario
Es una Asociación Civil sin fines de lucro fundada en 1944, para fomentar actividades culturales y a los artistas de la región. En 1960, gracias a un préstamo del Fondo Nacional de las Artes, compra y acondiciona la actual sede con sala de conciertos y de exposición.  Entre los autores que han pasado con sus conferencias o exposiciones se encuentran Jorge Luis Borges, Augusto Roa Bastos o Jorge Romero Brest.